# Xeronema
Xeronema är ett släkte av enhjärtbladiga växter. Xeronema ingår i familjen Xeronemataceae.
Xeronema är enda släktet i familjen Xeronemataceae.
Kladogram enligt Catalogue of Life:
| Xeronema | \| \| Xeronema callistemon \| \| \| \| \| \| Xeronema moorei \| \| \| \| |
|          | \| \| Xeronema callistemon \| \| \| \| \| \| Xeronema moorei \| \| \| \| |
|          | Xeronema callistemon                                                     |
|          |                                                                          |
|          | Xeronema moorei                                                          |
|          |                                                                          |

## Bildgalleri

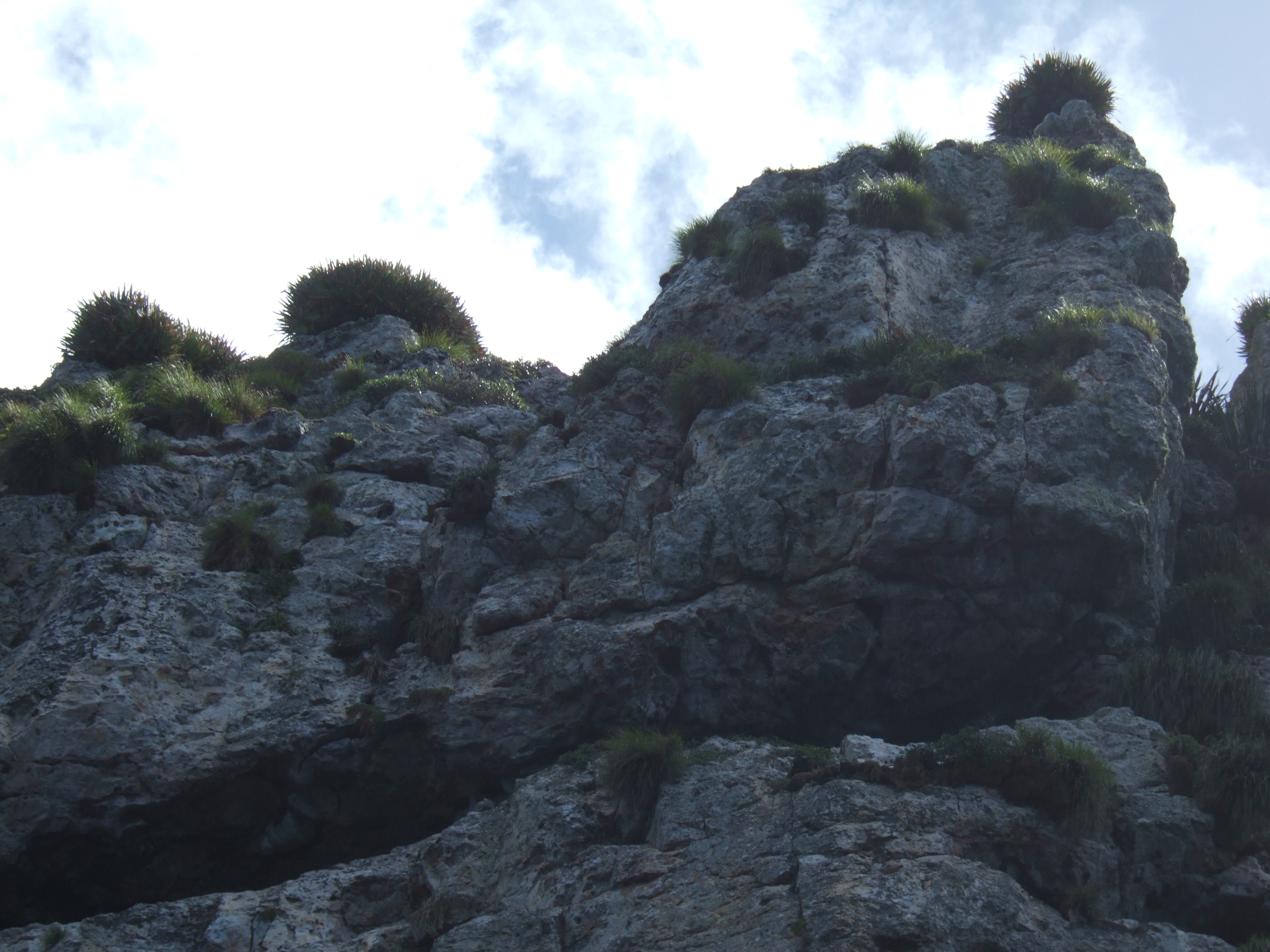